# Steffl Arena
Die Steffl Arena ist eine Eissporthalle in der österreichischen Hauptstadt Wien. Die Eishalle liegt im Stadtteil Kagran, in der Donaustadt, dem 22. Wiener Gemeindebezirk und ist die Heimspiel- und Trainingsstätte der Vienna Capitals. Neben Eishockey dient die Halle dem Publikums- und Schuleislauf, dem Eisstocksport sowie als Veranstaltungsstätte für Konzerte und Shows.

## Nutzung
Die Eissportanlage umfasste ursprünglich eine große Eisarena, die 4.500 Zusehern Platz bot, eine kleine Eishalle, eine Freilufteisbahn und eine Kegelbahn. 2011 wurde die Anlage um- und ausgebaut. Seither fasst die Halle 1 7.000 Zuseher. Außerdem wurde eine dritte Eishalle gebaut, die 1.000 Personen Platz bietet. Während die Halle 1 vorrangig dem Eishockey gewidmet ist, finden in den Hallen 2 und 3 das Publikumseislaufen sowie das Schul- und Kindergarteneislaufen statt.

## Geschichte

Blick von der Westtribüne auf die damals neu errichtete Nordtribüne der Halle (2011)

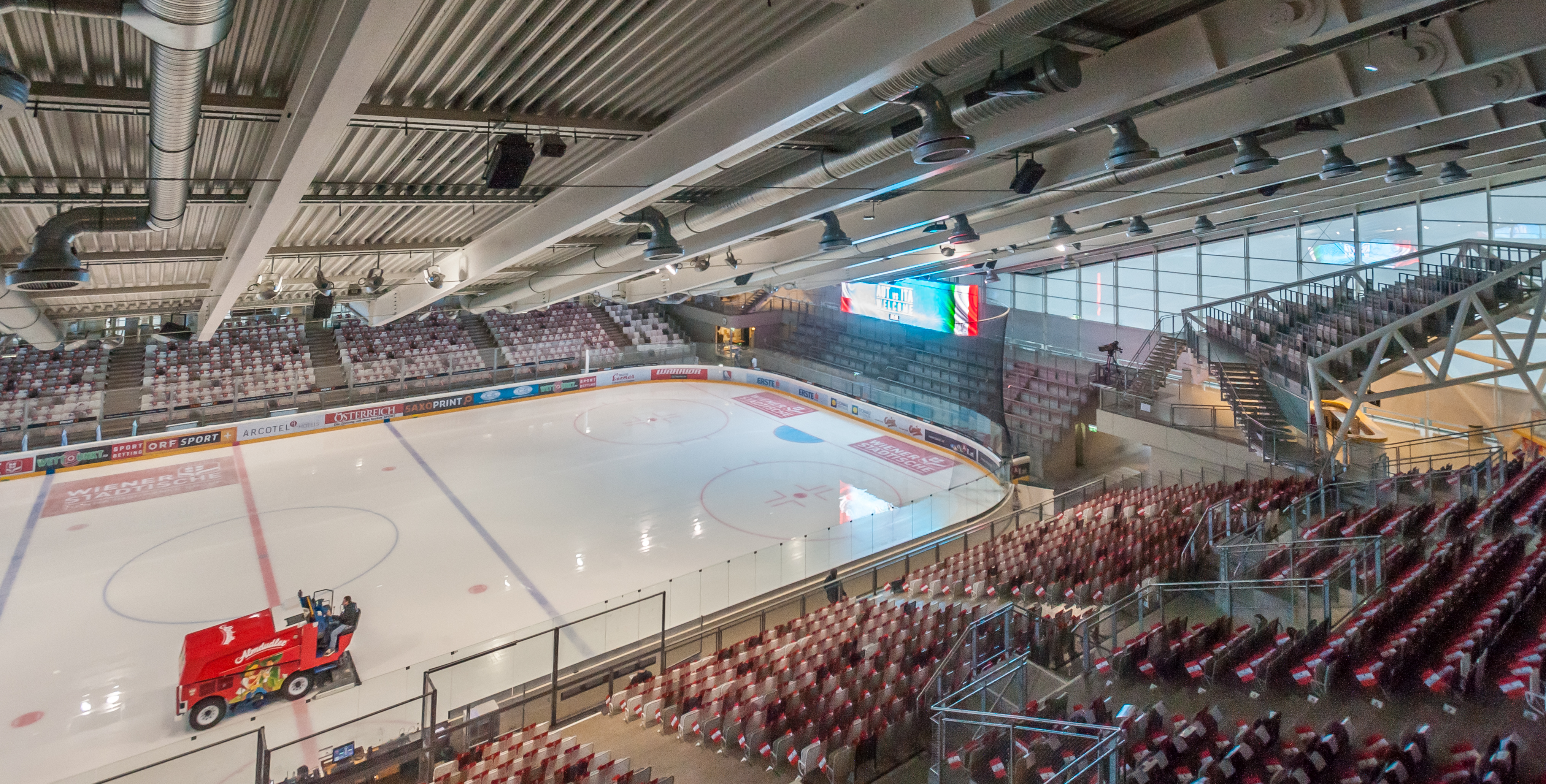
Die Halle aus Sicht der Nordtribüne beim Länderspiel Österreich gegen Italien am 18. April 2016

Der Bau der Eishalle, damals noch unter dem Namen Albert-Schultz-Halle, wurde 1989 von der Gemeinde Wien beschlossen, da für die Austragung der Eishockey-Weltmeisterschaft 1996 der Gruppe A eine entsprechend moderne Eishalle nötig war. Entworfen wurde das Projekt von den beiden Architekten Alfred Berger und Sepp Müller. Nach 20 Monaten Bauzeit und Herstellungskosten von etwa 20,5 Millionen Euro konnte der Betrieb aufgenommen werden. Die Anlage ist Eigentum der Stadt Wien und wird seit 1. Mai 2009 von den Vienna Capitals gepachtet und betrieben. Zuvor war der Betreiber die Wiener Stadthalle Betriebs- und Veranstaltungsgesellschaft m.b.H im Auftrag der Magistratsabteilung 51.
Das erste Eishockeyspiel wurde im Jänner 1995 zwischen dem CE Wien und Kapfenberg ausgetragen. Heute ist die Eisarena die Heimstätte zahlreicher Eissportvereine, unter anderem der Eishockeyteams Vienna Capitals, Wiener Eislöwen-Verein, Vienna Flyers und des EHV Sabres. Darüber hinaus dient die Eissportanlage auch dem Publikumseislaufen.
Vor der Saison 2006/07 wurde die Bande und das Tornetz erneuert. Die neue Bande ist im Gegensatz zur ersten Bande aus Glas und bietet so bessere Sicht auf die Eisfläche.
Im Februar 2009 gab der Verein bekannt, dass die Hallenkapazität auf 7.000 Zuseher ausgebaut werden soll. Die Umbauarbeiten begannen nach der Saison 2008/09 und waren mit Saisonbeginn 2011/12 beendet. Zusätzlich zur Erhöhung der Kapazität wurde auch ein Parkhaus errichtet, zudem wurden neue Videoleinwände installiert. Durch die Überdachung der Freieisfläche wurden vor allem bessere Bedingungen für den Nachwuchs geschaffen. Die Kosten für den Umbau werden auf 30 Millionen Euro geschätzt. Sicherheitsauflagen und auch technische Fragen verzögerten den Umbau, weshalb die Halle erst kurz vor Saisonstart der Saison 2011/12 fertiggestellt wurde. Das erste Spiel in der rundumerneuerten Halle fand am 11. August 2011 gegen Kärpät Oulu im Rahmen der European Trophy 2011 statt. Die Vienna Capitals gewannen mit 3:2 im Penaltyschießen.
Bis zum Jahr 2018 war die Eishalle nach dem ehemaligen Bezirksvorsteher (1981 bis 1993) Albert Schultz benannt. Danach trug Wiens größtes Eissportzentrum drei Jahre lang den Namen Erste Bank Arena. Seit November 2021 heißt sie nun Steffl Arena.

## Anschluss an den ÖPNV
Die Eissporthalle wird von den Buslinien 22A, 26A, 27A, 93A, 94A; von der Straßenbahnlinie 25 und der U-Bahn-Linie U1 sowie den Nachtbuslinien N25 und N26 der Wiener Linien angefahren.